# قبيلة بارزاني

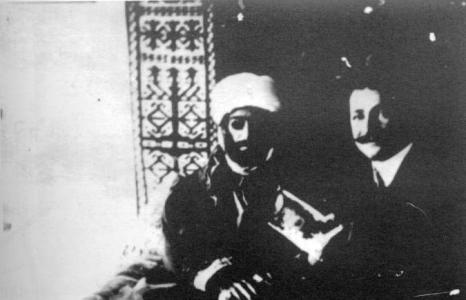
الشيخ عبد السلام مع ممثل القنصلية الروسية في أورمية، الشيخ عبد السلام وبيتر إيللوف (آغا بتروس)، موظف في القنصلية الروسية في أورمية، في شقة العقيد أندريفسكي.

قبيلة بارزاني (الكردية: Eşîra Barzanî)  هي قبيلة كردية وتحالف قبلي يتكون من قبائل مجاورة متعددة تعيش في ناحية بارزان في إقليم كردستان العراق. تُعد قبيلة بارزاني واحدة من أكثر القبائل نفوذاً في كردستان،  ومعظم أعضائها ينتمون إلى الطريقة النقشبندية.

## التاريخ
كانت قبيلة بارزاني في الأصل يزيدية، وقد اعتنقت في القرن التاسع عشر الشكل الصوفي للسنة. بحلول أواخر القرن التاسع عشر، كانت قبيلة بارزاني، التي كان يقودها شيخ بارزاني (حاكم محلي وراثي)، قد أنشأت تكية محلية وجذبت دعم العديد من القبائل الكردية الأخرى.
أصبحت التكية ملاذًا للقبائل الكردية المحلية المتضررة، مما ساعد في تعزيز سلطة مشيخة بارزاني في المنطقة وأصبح نقطة تركيز للمطالبة بالحكم الذاتي الإقليمي الأكبر من الدولة العثمانية آنذاك.
تضم القبيلة أيضًا العديد من الأعضاء اليهود. بالإضافة إلى قبيلة بارزاني، تشمل بارزاني قبائل الشيرواني، والمزوري، والبروجي، والنزاري، والدلماري، والهركي بنجي، والجرجي. خلال حملة الأنفال، قُتِل حوالي 8,000 من أعضاء القبيلة.

## الاضطهاد
في 10 يونيو 1932، اقترب الجيش العراقي من بارزانيين للانتقام من انتفاضتهم السابقة. اضطرت حوالي 400 عائلة إلى ترك ممتلكاتها والفرار. هربت العديد من النساء والأطفال من قبيلة بارزاني إلى تركيا، بينما بقي حوالي 250 رجلًا للدفاع عن وطنهم.
بين عامي 1932 و1934، هاجم الجيش العراقي مع القوات الجوية الملكية ودمروا 79 قرية في منطقة بارزان. تم تهجير 2382 عائلة من المنطقة. في 11 نوفمبر 1945، قصف سلاح الجو الملكي المنطقة مرة أخرى، مما أدى إلى تدمير 35 قرية. فر أكثر من 15,000 مدني إلى إيران.
في 10 أبريل 1947، شنت القوات الإيرانية هجمات على بارزانيين بالدبابات والمدفعية، مما أدى إلى فرار 5000 رجل وامرأة وطفل والعودة إلى كردستان العراق، حيث اُحتُجزوا وسُجنوا لفترة تتراوح بين سنتين و12 سنة.
في يوليو وأغسطس 1983، بناءً على أوامر الرئيس صدام حسين، قُتل أكثر من 8,000 رجل وصبي من قبيلة بارزاني، بعضهم كان في سن 13 عامًا، على يد العراق البعثي.